# Grand Prix Německa 2010
Grand Prix Německa 2010 ( LXX Großer Preis Santander von Deutschland) jedenáctý závod 61. ročníku mistrovství světa vozů Formule 1, historicky již 831. grand prix, se uskutečnila na okruhu Hockenheimring.

## Výsledky

### Kvalifikace
| Pořadí | Číslo | Jezdec             | Tým                  | 1. část  | 2. část  | 3. část  | Start |
| ------ | ----- | ------------------ | -------------------- | -------- | -------- | -------- | ----- |
| 1      | 5     | Sebastian Vettel   | Red Bull-Renault     | 1:15.152 | 1:14.249 | 1:13.791 | 1     |
| 2      | 8     | Fernando Alonso    | Ferrari              | 1:14.808 | 1:14.081 | 1:13.793 | 2     |
| 3      | 7     | Felipe Massa       | Ferrari              | 1:15.216 | 1:14.478 | 1:14.290 | 3     |
| 4      | 6     | Mark Webber        | Red Bull-Renault     | 1:15.334 | 1:14.340 | 1:14.347 | 4     |
| 5      | 1     | Jenson Button      | McLaren-Mercedes     | 1:15.823 | 1:14.716 | 1:14.427 | 5     |
| 6      | 2     | Lewis Hamilton     | McLaren-Mercedes     | 1:15.505 | 1:14.488 | 1:14.566 | 6     |
| 7      | 11    | Robert Kubica      | Renault              | 1:15.736 | 1:14.835 | 1:15.079 | 7     |
| 8      | 9     | Rubens Barrichello | Williams-Cosworth    | 1:16.398 | 1:14.698 | 1:15.109 | 8     |
| 9      | 4     | Nico Rosberg       | Mercedes             | 1:16.178 | 1:15.018 | 1:15.179 | 9     |
| 10     | 10    | Nico Hülkenberg    | Williams-Cosworth    | 1:16.387 | 1:14.943 | 1:15.339 | 10    |
| 11     | 3     | Michael Schumacher | Mercedes             | 1:16.084 | 1:15.026 |          | 11    |
| 12     | 23    | Kamui Kobajaši     | BMW Sauber-Ferrari   | 1:15.951 | 1:15.084 |          | 12    |
| 13     | 12    | Vitalij Petrov     | Renault              | 1:16.521 | 1:15.307 |          | 13    |
| 14     | 14    | Adrian Sutil       | Force India-Mercedes | 1:16.220 | 1:15.467 |          | 19    |
| 15     | 22    | Pedro de la Rosa   | BMW Sauber-Ferrari   | 1:16.450 | 1:15.550 |          | 14    |
| 16     | 17    | Jaime Alguersuari  | Toro Rosso-Ferrari   | 1:16.664 | 1:15.588 |          | 15    |
| 17     | 16    | Sébastien Buemi    | Toro Rosso-Ferrari   | 1:16.029 | 1:15.974 |          | 16    |
| 18     | 18    | Jarno Trulli       | Lotus-Cosworth       | 1:17.583 |          |          | 17    |
| 19     | 19    | Heikki Kovalainen  | Lotus-Cosworth       | 1:18.300 |          |          | 18    |
| 20     | 24    | Timo Glock         | Virgin-Cosworth      | 1:18.343 |          |          | 23    |
| 21     | 21    | Bruno Senna        | HRT-Cosworth         | 1:18.592 |          |          | 20    |
| 22     | 15    | Vitantonio Liuzzi  | Force India-Mercedes | 1:18.952 |          |          | 21    |
| 23     | 20    | Sakon Jamamoto     | HRT-Cosworth         | 1:19.844 |          |          | 22    |
| 24     | 25    | Lucas di Grassi    | Virgin-Cosworth      | bez času |          |          | 24    |

### Závod
| Pořadí | Číslo | Jezdec             | Tým                  | Kola | Čas/odstoupení | Start | Body |
| ------ | ----- | ------------------ | -------------------- | ---- | -------------- | ----- | ---- |
| 1      | 8     | Fernando Alonso    | Ferrari              | 67   | 1:27:38.864    | 2     | 25   |
| 2      | 7     | Felipe Massa       | Ferrari              | 67   | +4.196         | 3     | 18   |
| 3      | 5     | Sebastian Vettel   | Red Bull-Renault     | 67   | +5.121         | 1     | 15   |
| 4      | 2     | Lewis Hamilton     | McLaren-Mercedes     | 67   | +26.896        | 6     | 12   |
| 5      | 1     | Jenson Button      | McLaren-Mercedes     | 67   | +29.482        | 5     | 10   |
| 6      | 6     | Mark Webber        | Red Bull-Renault     | 67   | +43.606        | 4     | 8    |
| 7      | 11    | Robert Kubica      | Renault              | 66   | +1 kolo        | 7     | 6    |
| 8      | 4     | Nico Rosberg       | Mercedes             | 66   | +1 kolo        | 9     | 4    |
| 9      | 3     | Michael Schumacher | Mercedes             | 66   | +1 kolo        | 11    | 2    |
| 10     | 12    | Vitalij Petrov     | Renault              | 66   | +1 kolo        | 13    | 1    |
| 11     | 23    | Kamui Kobajaši     | BMW Sauber-Ferrari   | 66   | +1 kolo        | 12    |      |
| 12     | 9     | Rubens Barrichello | Williams-Cosworth    | 66   | +1 kolo        | 8     |      |
| 13     | 10    | Nico Hülkenberg    | Williams-Cosworth    | 66   | +1 kolo        | 10    |      |
| 14     | 22    | Pedro de la Rosa   | BMW Sauber-Ferrari   | 66   | +1 kolo        | 14    |      |
| 15     | 17    | Jaime Alguersuari  | Toro Rosso-Ferrari   | 66   | +1 kolo        | 15    |      |
| 16     | 15    | Vitantonio Liuzzi  | Force India-Mercedes | 65   | +2 kola        | 21    |      |
| 17     | 14    | Adrian Sutil       | Force India-Mercedes | 65   | +2 kola        | 19    |      |
| 18     | 24    | Timo Glock         | Virgin-Cosworth      | 64   | +3 kola        | 23    |      |
| 19     | 21    | Bruno Senna        | HRT-Cosworth         | 63   | +4 kola        | 20    |      |
| Ret    | 19    | Heikki Kovalainen  | Lotus-Cosworth       | 56   | Kolize         | 18    |      |
| Ret    | 25    | Lucas di Grassi    | Virgin-Cosworth      | 50   | Zavěšení       | 24    |      |
| Ret    | 20    | Sakon Jamamoto     | HRT-Cosworth         | 19   | Převodovka     | 22    |      |
| Ret    | 18    | Jarno Trulli       | Lotus-Cosworth       | 3    | Převodovka     | 17    |      |
| Ret    | 16    | Sébastien Buemi    | Toro Rosso-Ferrari   | 1    | Kolize         | 16    |      |

## Průběžné pořadí šampionátu
Pohár jezdců
| Pořadí | Jezdec           | Body |
| ------ | ---------------- | ---- |
| 1      | Lewis Hamilton   | 157  |
| 2      | Jenson Button    | 143  |
| 3      | Mark Webber      | 136  |
| 4      | Sebastian Vettel | 136  |
| 5      | Fernando Alonso  | 123  |

Pohár konstruktérů
| Pořadí | Tým              | Body |
| ------ | ---------------- | ---- |
| 1      | McLaren-Mercedes | 300  |
| 2      | Red Bull-Renault | 272  |
| 3      | Ferrari          | 208  |
| 4      | Mercedes         | 132  |
| 5      | Renault          | 96   |